# Hermann Bracher
Hermann Bracher (28 de setembro de 1895 - 29 de outubro de 1974) foi um oficial alemão que serviu durante a Segunda Guerra Mundial. Foi condecorado com a Cruz de Cavaleiro da Cruz de Ferro.

## Carreira

### Patentes
| Gefreiter                | 24 de setembro de 1913 |
| Unteroffizier            | 15 de novembro de 1913 |
| Fähnrich                 | 22 de março de 1914    |
| Leutnant                 | 07 de agosto de 1914   |
| Oberleutnant             | 22 de março de 1918    |
| Oberleutnant der Reserve | 30 de abril de 1937    |
| Hauptmann (E)            | 23 de outubro de 1937  |
| Hauptmann (E)            | 15 de julho de 1938    |
| Hauptmann (E)            | 15 de dezembro de 1938 |
| Major (E)                | 31 de dezembro de 1939 |
| Major                    | 30 de dezembro de 1940 |
| Oberstleutnant           | 17 de dezembro de 1941 |
| Oberst                   | 31 de outubro de 1942  |

### Condecorações
| Cruz de Ferro 2ª Classe            | 16 de outubro de 1914  |
| Cruz de Ferro 1ª Classe            | 20 de outubro de 1916  |
| Badge de Feridos em Preto          |                        |
| Badge de Feridos em Prata          | 3 de junho de 1918     |
| Cruz de Honra                      | 25 de janeiro de 1935  |
| Cruz de Ferro 2ª Classe            | 25 de junho de 1940    |
| Cruz de Ferro 1ª Classe            | 1 de agosto de 1941    |
| Badge de Feridos em Ouro           | 28 de novembro de 1942 |
| Medalha da Frente Oriental         | 25 de julho de 1942    |
| Badge de assalto de Infantaria     | 1 de dezembro de 1941  |
| Cruz Germânica em Ouro             | 22 de novembro de 1941 |
| Cruz de Cavaleiro da Cruz de Ferro | 23 de agosto de 1943   |